# اندیس آنومالی شمال کاهی
آنومالی شمال کاهی یک اندیس فلزی است که در حوالی شهر بیرجند استان خراسان قرار دارد و مادهٔ معدنی موجود در آن، طلا است.سنگ میزبان این اندیس شیل، ماسه سنگ، توف ماسه‌ای، بازالت، اسپیلیت و آمیزه زنگین است در این اندیس، پاراژنزهای منییت، هماتیت، روتیل، کرومیت، گارنت، پیریت، زیرکن، باریت، مالاکیت، مارکاسیت، ژاروسیت یافت می‌شوند.